# قدري العمر
قدري العمر ( 1899م_1962م) قاص وأديب وناقد سوري من حماة.مسيرة حياة حافلة بالعلم، الأدب، والتعليم. واحداً من أبرز الأدباء والنقاد السوريين الذين تركوا بصمة واضحة في الحركة الثقافية والتعليمية في سوريا خلال النصف الأول من القرن العشرين. تميزت حياته بالبحث عن العلم، والتفاني في التعليم، والإنتاج الأدبي الغزير الذي عكس اهتماماته الفكرية والاجتماعية والوطنية. ولد في حماة وعاش جزءاً كبيراً من حياته فيها، ليصبح رمزاً ثقافياً لمدينته.

## ولادته وتحصيله
قدري العمر من مواليد حماة 1889م درس كعادة أبناء جيله في الكتّاب، ثم في إعدادي حماة التي كانت تمثل المرحلة الوسطى في النظام التعليمي آنذاك.لم يكتفِ بهذا القدر من التعليم، بل كان طموحاً للعلم والمعرفة. ثم تابع تعلمه في مدرسة التجهيز دمشق التي كانت تعد من أهم المدارس الثانوية في سوريا، ثم في الكلية الصلاحية في القدس التي كانت مركزاً مهماً للعلوم والمعارف في المنطقة في تلك الفترة. هذه المرحلة من تعليمه في القدس أضافت له بعداً ثقافياً وفكرياً واسعاً،إلى جانب تعليمه الأكاديمي، أظهر قدري العمر ميلاً كبيراً لتعلم اللغات . فأتقن اللغة التركية والفارسيةالتي فتحت له آفاقاً على الأدب الشرقي الكلاسيكي. هذا التعدد اللغوي أثرى ثقافته وقدراته النقدية والأدبية.في عام ١٩٢٢ نال جائزة الدرجة الأولى في كتاب عنوانه (أمراضنا الاجتماعية) الداء والدواء!.عام ١٩٢٧ كان تقدم لمسابقة في وزارة المعارف بدمشق لتعليم اللغة العربية وحصل المركز الاول، حق الأدب العربي في صف البكالوريا في حماة، منذ عام ١٩٢٧ حتى عام ١٩٤٧.

## عمله ووظائفه
عمل مديراً لتجهيز حماة، ثم أصبح مديراً لمعارف محافظة الجزيرة ثم انتقل لمعارف حمص.حتى تقاعده عام 1949م. في عام ١٩٥٠ اشتدت الاضطرابات في المدارس فترك العمل الوظيفي، وافتتح مدرسة ثانوية خاصة باسمة اسمها (الثانوية الجديدة)، إلا أنه عاد بعد ذلك إلى الوظيفة عام ١٩٥٥ مديراً لتربية دمشق ومحافظتها وبقي حتى نهاية عام  1958م.في عام 1958 ُنقل إلى حماة وُعين مديراً للمركز الثقافي العربي فيها.و هذا المنصب سمح له بالاستمرار في خدمة الحركة الثقافية، وتنشيط الحياة الفكرية في حماة من خلال تنظيم الفعاليات والنشاطات الثقافية.كما أقيم له حفل تكريم في حمص بمناسبة إحالته على التقاعد عام 1949م. هذا التكريم يعكس تقدير زملائه، مرؤوسيه، والمجتمع المحلي لجهوده الطويلة والمخلصة في خدمة التعليم.

## مؤلفاته وأعماله
كان قدري العمر أديباً غزير الإنتاج، وترك مجموعة من الأعمال المهمة التي عكست اهتماماته المتعددة:
- مجموعة قصصية “يحدثونك من القلب” وهي قصص تحكي عن مآسي الشعب الفلسطيني.هذا العمل يعكس حسّه الإنساني والتزامه بالقضايا العادلة، وقدرته على توظيف الأدب للتعبير عن آلام الشعوب وآمالها.[5][6][7][8]
- أصدر قدري العمر (مجلة النواعير)[9][10]، واستمر يرأس تحريرها مدة عامين كاملين.
- نشر كتاب (من الأدب) في خمسة أجزاء.[11]
- نشر العديد من المقالات الأدبية والفكرية والسياسية والعديد من القصص في الجرائد والمجلات في سورية[12][13]

هذا النشاط الصحفي والأدبي الواسع جعله حاضراً باستمرار في الساحة الثقافية، وسمح له بالتفاعل مع القضايا الراهنة وتقديم رؤاه للجمهور الواسع.

## وفاته
توفي في دمشق في يوم السبت السابع من تموز عام (1381هـ 1962م)، ورغم وفاته في دمشق، إلا أنه دُفن في مسقط رأسه بمدينة حماة، وفاءً لجذوره وارتباطه بمدينته التي خدمها طويلاً كمعلم ومدير وداعم للحركة الثقافية .